# Франк, Валерий Александрович
Валерий Александрович Франк (1880 — 1966) — военный инженер-механик, участник русско-японской и Первой мировой войн, капитан 1-го ранга, Георгиевский кавалер.
В различных источниках фамилия, имя и отчество Франка пишется по-разному: Франк Иван Леонтьевич; Франк Иван Леонович де; Франк Иван Леонидович; Де Франк; Дефранк; Де-Франк, в наградных документах — Валерий Александрович Франк.

## Биография
Франк Валерий Александрович родился 25 марта 1880 года.
Поступил в Санкт-Петербургский электротехнический институт, но затем перевёлся на механическое отделение Морского инженерного училища Императора Николая I, которое окончил в 1901 году и произведён в младшие инженер-механики.
После окончания училища служил механиком на эскадренном броненосце «Пересвет», на котором перешёл на Дальний Восток, с 6 января 1903 года служил на эсминцах «Бесстрашный», «Бдительный», крейсере I ранга «Россия», с 24 мая по 10 августа 1903 года — на транспорте «Якут».
23 ноября 1903 года был назначен судовым механиком на канонерскую лодку «Кореец» Сибирской флотилии. Перед началом Русско-японской войны 1904—1905 годов лодка вместе с бронепалубным крейсером I ранга «Варяг» находилась в корейском порту Чемульпо (ныне Инчхон) с целью защиты русских интересов.

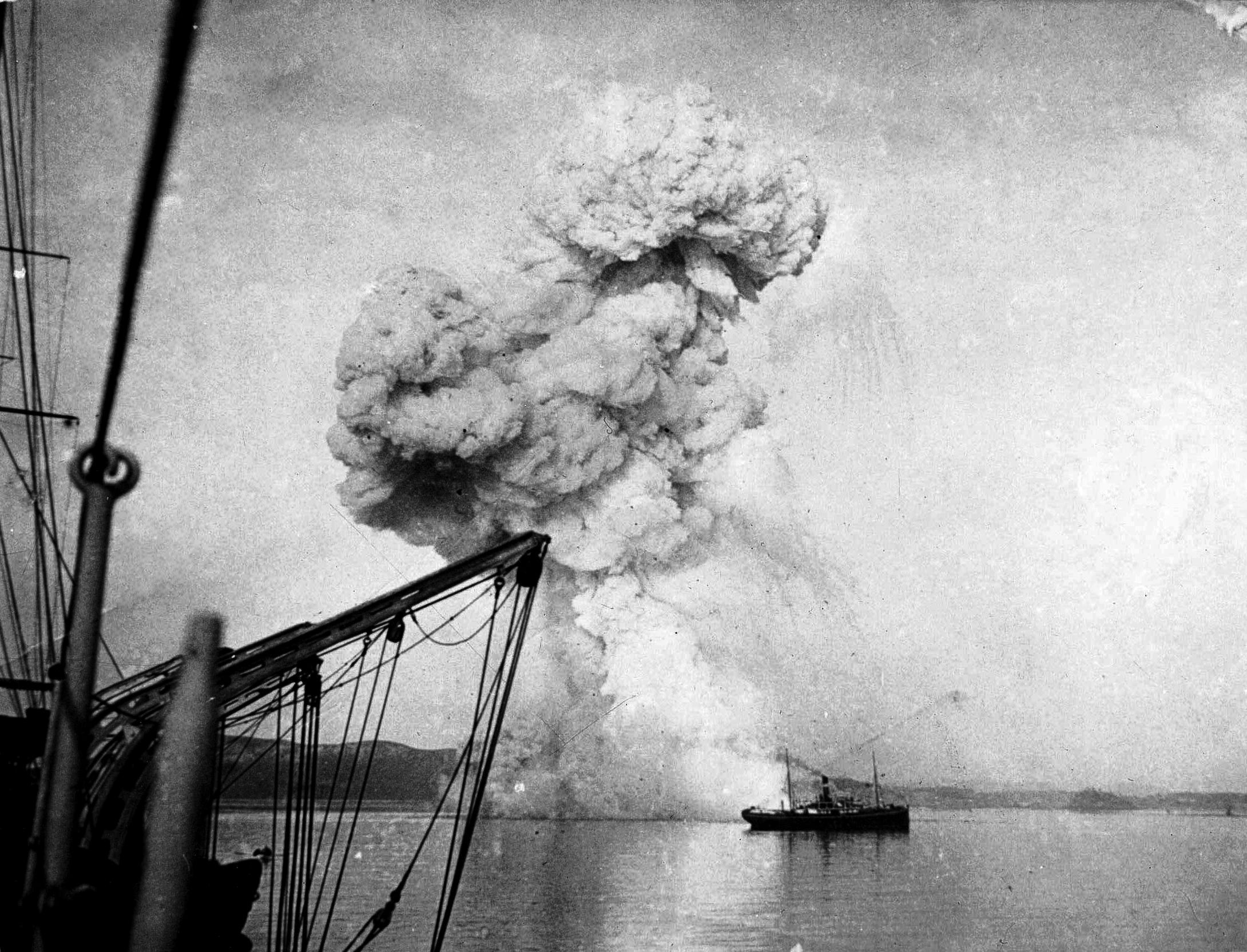
Взрыв канонерской лодки «Кореец» в Чемульпо 27 января (9 февраля) 1904 года

26 января 1904 года «Кореец» был отправлен в Порт-Артур со срочной депешей наместнику, однако японская эскадра контр-адмирала С. Уриу, блокировавшая Чемульпо, преградила ему путь. 27 января 1904 года «Варяг» и «Кореец» вышли из Чемульпо и вступили в бой с японской эскадрой, который длился около часа. Чтобы не допустить захвата корабля японцами, после боя было принято решение взорвать «Кореец» на рейде Чемульпо. Младший инженер-механик Франк вызвался охотником взорвать корабль. Вместе с лейтенантом Левицким, мичманом Бутлеровым и тремя нижними чинами Франк произвёл в 15 часов 55 минут взрыв корабля.
Экипаж лодки был принят на борт французского крейсера «Паскаль», вывезен в Сайгон и вскоре вернулся в Россию, с условием не принимать в дальнейшем участия в военных действиях.
Высочайшим приказом от 23-го дня 1904 года «В воздаяние геройского подвига, оказанного крейсером I ранга „Варяг“ и мореходною канонерской лодкою „Кореец“ в бою при Чемульпо 27-го января сего года с неприятелем, значительно превосходящим их силою и числом, Государь Император соизволил пожаловать» младшему инженер-механику Корпуса инженер-механиков флота Франку — орден Святого Станислава 3 степени с мечами и бантом, а 16 апреля 1904 года Франк был награждён Орденом Святого Георгия IV степени
В воздаяние геройского подвига, совершенного чинами мореходной канонерской лодки "Кореец" в бою при Чемульпо 27-го января сего года, совместно с крейсером I ранга "Варяг", против неприятеля, значительно превосходившего их силою и числом
После окончания русско-японской войны служил на Балтике: гидравлическим механиком на эскадренном броненосце «Император Николай I», в 1905 году — судовым механиком броненосца береговой обороны «Первенец», в 1905—1906 годах служил на крейсере I ранга «Память Азова», с июля по сентябрь 1906 года — исполняющим должность трюмного механика крейсера «Диана».
С 13 ноября 1906 по 11 октября 1907 года проходил службу на учебном судне «Океан», которое предназначалась для учебной практики учеников машинной школы Балтийского флота. На корабле оборудовал химическую лабораторию. На «Океане» Франк принимал участие в заграничных походах во Францию, Италию, Алжир, Тунис, Марокко.
29 октября 1907 года был назначен судовым механиком на строящуюся канонерскую лодку «Сивуч».
16 марта 1909 года переведен в Сибирскую флотилию, 14 февраля 1911 года вернулся вновь на Балтику.
С 26 июня 1911 по 19 июля 1914 года находился в запасе флота.
В начале Первой мировой войны служил начальником угольного и грузового отделов Архангельского военного порта.
6 декабря 1914 года Франк был произведён в инженеры-механики старшие лейтенанты.
В 1917 году имел звание капитан 2-го ранга. В 1918—1920 годах принимал участие в боевых действиях на Северо-западном фронте в составе белых войск. Произведён в капитаны 1 ранга.
В 1920 году эмигрировал в Германию, в Берлине был членом Союза взаимопомощи служившим в российском флоте. Позже переехал в Латвию. Изобрёл особый состав для быстрой и дешёвой чистки корабельных труб, и в связи с изобретением прибыл в 1930-х годах в США (штат Калифорния). Это изобретение, которое он применил для паровозных труб, стало приносить ему хороший доход, но переход железных дорог на дизеля — расстроили это дело. Состоял в Обществе бывших русских морских офицеров в Америке.
Являлся автором мемуаров о русско-японской войне.
Умер 31 мая 1966 года в районе Панорама-Сити Лос-Анджелеса (штат Калифорния).

## Награды
- Орден Святого Георгия 4-й степени
- Орден Святого Станислава 3-й степени с мечами
- Медаль «В память русско-японской войны»
- Медаль «За бой „Варяга“ и „Корейца“»

## Интересные факты
- Франк славился во флоте своей легендарной силой, он мог гнуть пальцами монеты и рвать книги. На всех кораблях, где он служил, — организовывал спортивные уголки для команды, покупал спортивный инвентарь, часто на собственные деньги. Находясь в эмиграции в Латвии вёл спортивную секцию бокса.